# 于淑琴
于淑琴（1929年—），女，黑龙江哈尔滨人，中华人民共和国政治人物，曾任中华全国妇女联合会书记处书记。